# AC Cobra
O AC Cobra foi um carro esporte desenhado e produzido no Reino Unido durante a década de 1960.

## História e desenvolvimento

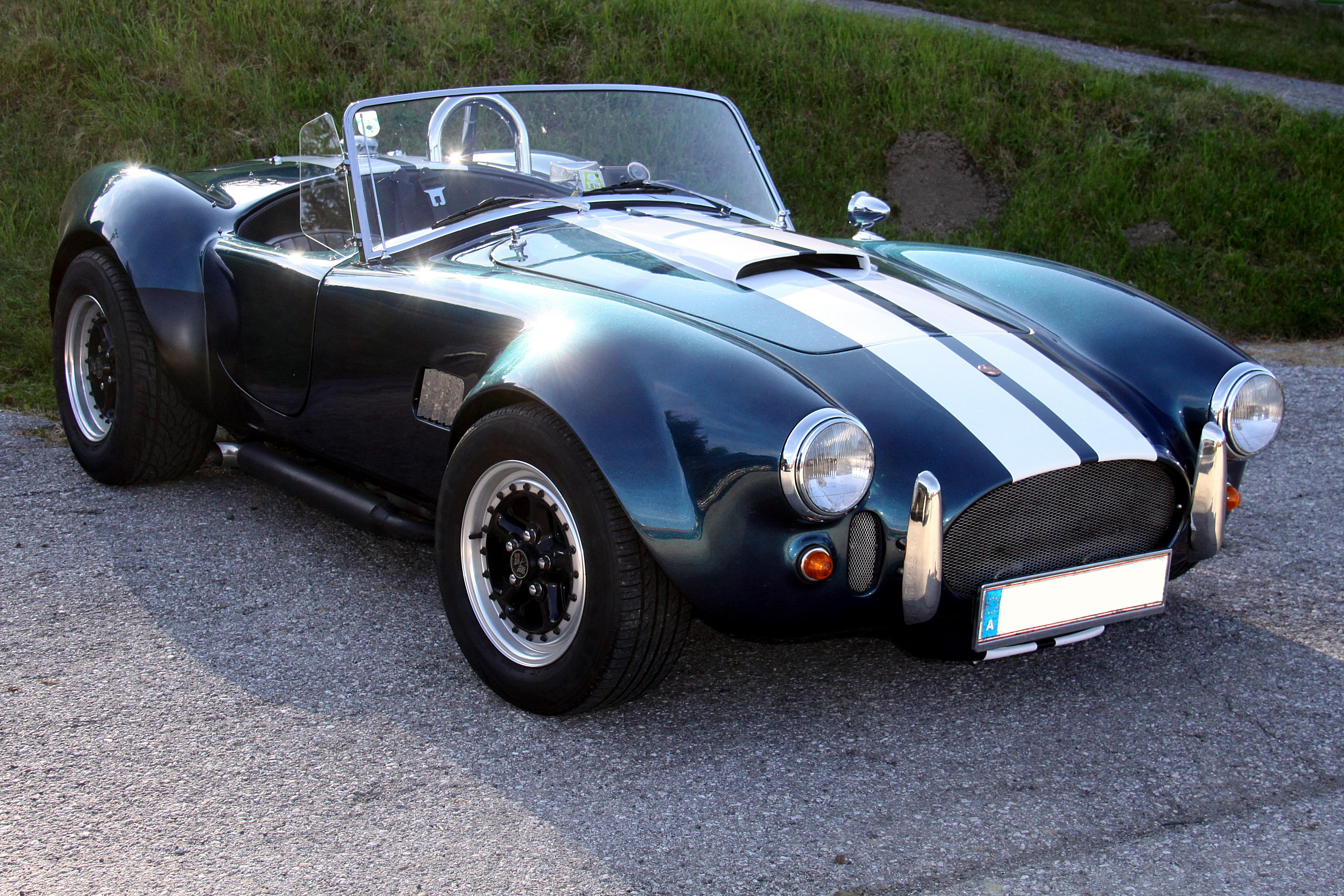
50th Annyversary Cobra Limited Edition CSX8000.

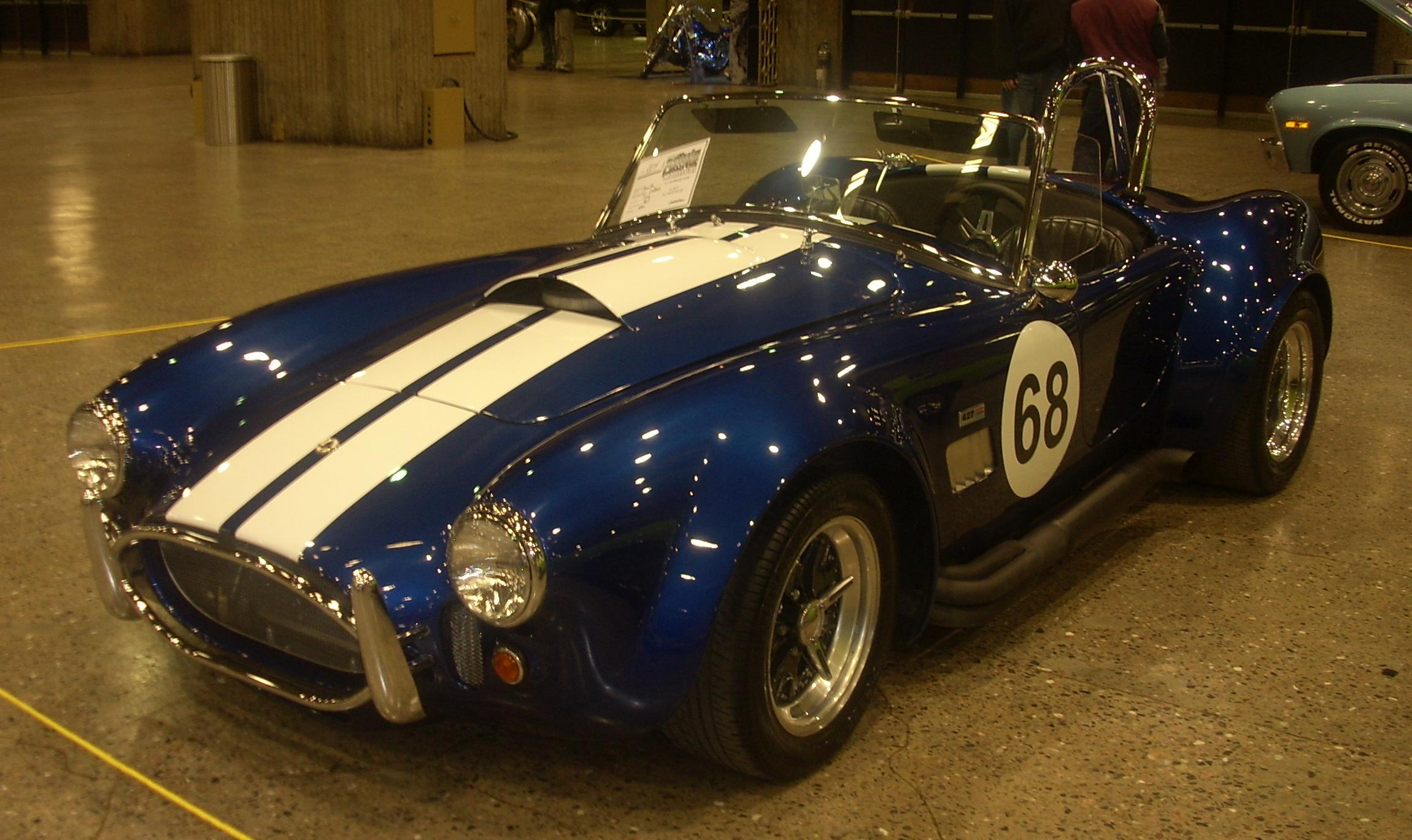
AC Shelby Cobra.

Assim como muitos fabricantes especializados britânicos, a AC Cars utilzava o suave e refinado motor Bristol de 6 cilindros em linha em sua produção de pequena escala, incluindo aí o roadster de dois lugares AC Ace. Sua carroceria era construída à mão com um chassi tubular de aço, e os painéis da carroceria eram de alumínio moldados com uma roda inglesa. O motor era um projeto da BMW do período pré-guerra, considerado ultrapassado na década de 1960. A Bristol decidiu descontinuar esse motor em 1961, passando a utilizar motores Chrysler 313cid (5,1 L) V8. A AC passou a utilizar os motores 2,6 litros do Ford Zephyr em seus carros. Em setembro de 1961, Shelby escreveu à AC solicitando um carro construído sob medida para aceitar um motor V8. A AC aceitou a encomenda, contanto que um motor adequado fosse providenciado. Primeiro Shelby procurou a Chevrolet em busca de fornecimento de motores, mas temendo competição com o Corvette eles se recusaram. A Ford, entretanto, desejava um carro para competir com o Corvette, e por acaso possuia um novíssimo motor de bloco pequeno adequado a tal propósito - o motor Ford Windsor de 4,2l de ferro fundido, preparado para alta performance. Em janeiro de 1962 mecânicos da AC Cars em Thames Ditton, Surrey, instalaram no chassis protótipo CSX2001 o motor Ford V8. Após testes e modificações, o motor e transmissão foram removidos e o chassis foi enviado para Shelby em Los Angeles em 2 de fevereiro de 1962. Sua equipe o equipou com motor e transmissão em menos de 8 horas e começou a testá-lo nas ruas.
A produção se mostrou simples, já que a AC já havia feito a maior parte das modificações necessárias para encaixar o V8 quando decidiram utilizar o Ford 2,6L, inclusive as drásticas mudanças na dianteira do Ace. A modificação mais importante foi instalar um diferencial traseiro mais forte para lidar com a potência aumentada. Uma unidade Salisbury 4HU com discos de freio internos (para reduzir peso não suspenso) foi escolhida em detrimento do antigo. O novo diferencial era o mesma que equipava o Jaguar E-Type. Na versão de produção, os freios internos voltaram para as rodas para cortar custos. A única modificação na dianteira do primeiro Cobra em relação ao Ace 2,6l foi a caixa de direção, que foi movida para trás para acomodar o largo motor V8.
Os primeiros 75 Cobra Mark I (incluindo o protótipo) foi equipado com o motor de 4,2 L. Os 51 Mark I restantes receberam uma versão maior do motor Ford Windsor, a de 4,7 L V8.  No final de 1962 Alan Turner, engenheiro chefe da AC, realizou uma grande mudança na dianteira do carro, e conseguiu equipá-la com direção de pinhão e cremalheira, mantendo a suspensão por lâminas transversas. O novo carro entrou em produção em 1963 e foi chamado de  Mark II. Os braços de direção vieram do MGB enquanto a nova coluna de direção veio do Fusca. Cerca de 528 Cobras Mark II foram produzidos até o verão de 1965.
Em 1963 o Cobra começou a perder sua supremacia nas corridas. Shelby tentou equipá-lo com o motor Ford FE engine de 390 polegadas cúbicas. Ken Miles dirigiu um Mark II com esse motor, e declarou-o virtualmente impossível de dirigir, chamando-o de "O Cocô". Um novo chassis foi desenvolvido e chamado de Mark III.

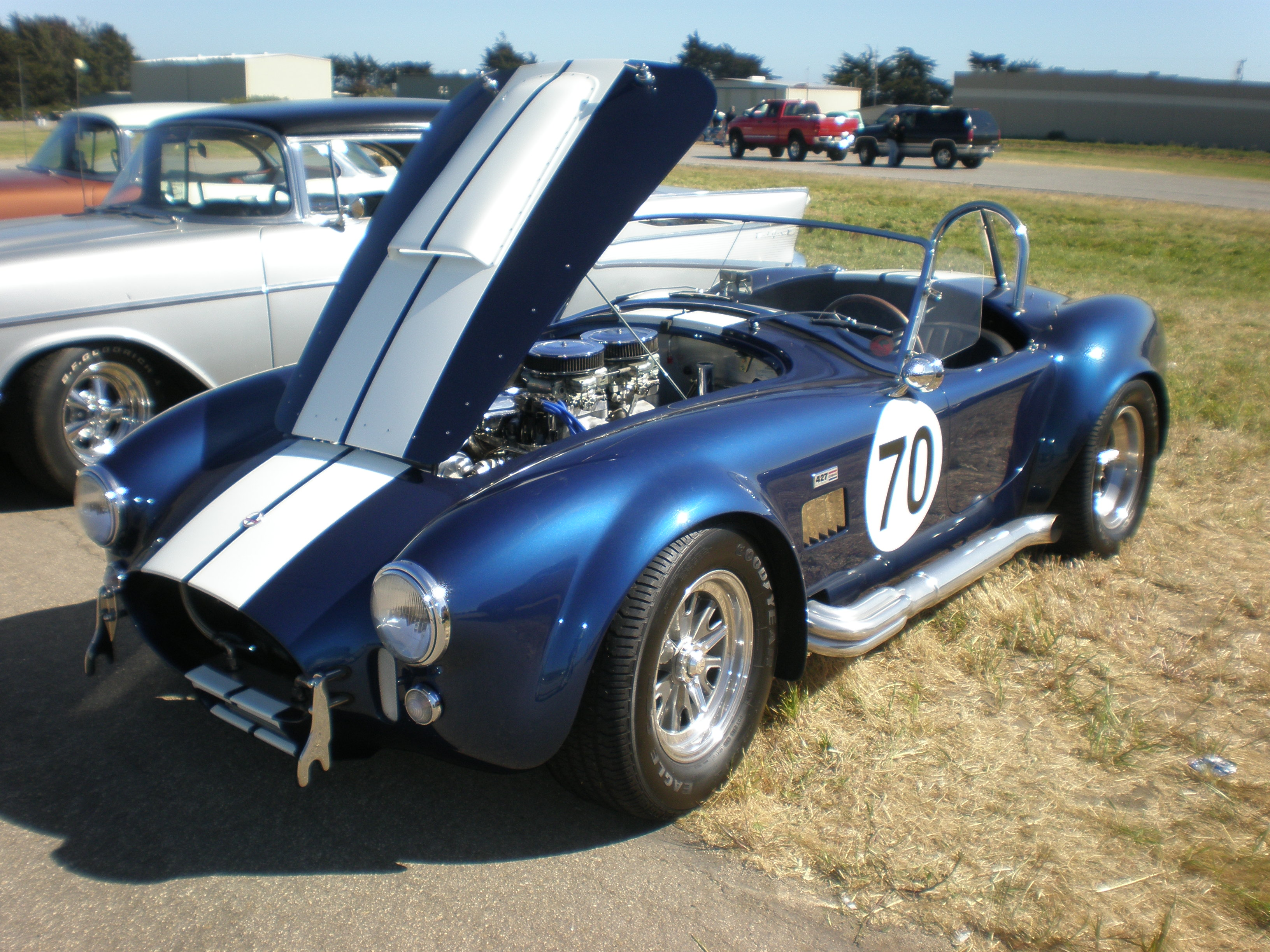

O novo carro foi projetado em cooperação com a Ford em Detroit. Um novo chassis foi construído utilizando tubos de 4 polegadas (ao invés de 3") e suspensão por molas. O novo carro também tinha paralamas mais largos e uma entrada de ar maior para o radiador. Foi equipado com o motor Ford 427 de (7.0 L) com 425cv, que fornecia uma velocidade máxima de 262 km/h) no modelo convencional e 485cv e 180 milhas por hora no modelo de competição. O Cobra Mark III começou a ser produzido em 1 de janeiro de 1965; dois protótipos foram enviados aos EUA em outubro de 1964, para serem finalizados na oficina de Shelby. Embora fossem automóveis impressionantes, o carro foi um fracasso financeiro e não vendeu bem. De fato para economizar custos muitos Cobras foram equipados com uma versão mais barata do 427 (o 428), visando o uso em estradas, e não em competição. Um total aproximado de 300 carros foram enviados aos EUA entre 1965 e 1966, incluindo a versão de competição. 27 carros foram vendidos na Europa com o motor mais potente e paralamas mais estreitos, referidos como AC 289. Infelizmente o Mark III não foi homologado em 1965, e o time Shelby não correu com eles. Entretanto muitos foram utilizados por independentes, vencendo várias corridas por toda a década de 1970. Curiosamente, 31 carros de competição não vendidos foram "despreparados" e vendidos como versões de rua, e nomeados S/C (semi competition, semi competição). Hoje eles são as versões mais raras e mais valiosas, podendo ser vendidos por mais de um milhão e meio de dólares.
O AC 427 tinha 1,372 mm de bitola dianteira e 1,346 mm de bitola traseira. Seu tanque de combustível tinha capacidade para 18 galões.
Os AC Cobras tiveram uma longa carreira nas pistas. Shelby queria construir um "Pega-Corvette", e com quase 500 kg a menos do que o Chevrolet Corvette, o leve carro foi exatamente isso. O Cobra foi talvez bem sucedido demais como carro esporte, e conta-se que contribuiu para a implementação de limites de velocidade no Reino Unido. Um AC Cobra Coupe atingiu 185 milhas por hora na rodovia M em 1964, dirigido por Jack Sears e Peter Bolton durante testes de desempenho antes da prova de 24h de Le Mans daquele ano. Entretanto membros do governo citaram a maior taxa de acidentes com morte no início da década de 1960 como motivo principal, e as peripécias da AC Cars apenas destacaram esse risco.

## Shelby Cobra Concept 2004
O Ford Shelby Cobra é um carro conceito que a Ford Motor Company revelou no North American International Auto Show 2004 em Detroit, Michigan. O Shelby Cobra é um roadster conceito com base no original AC Cobra desenvolvido em 1961.

## Especificações
AC Cobra 427
- Motor: 6997 cc V8
- Potência: 410 cv @ 6000 rpm
- Torque: 480 lb-ft @ 6000 rpm
- Velocidade máxima: 165 mph
- 0–62 mph: 4,2 s

### Peças, Restaurações e Réplicas
- «Superformance Limited»
- «Título ainda não informado (favor adicionar)»
- «Título ainda não informado (favor adicionar)»
- «Mc. Cluskey Limited»
- «Kirkham Motorsport»
- «Factory Five Racing»
- «Shell Valley»
- «Backdraft Racing»
- «CMS Cobramotorsport»